# El Chal
El Chal est un site archéologique de la civilisation maya précolombienne situé dans le bassin du Petén au Guatemala.